# Francisco Diago
Francisco Diago   (Viver, 1562 (Gregorià) - València, 23 de maig de 1615) fou un teòleg valencià.
Fou lector de teologia al convent de Santa Caterina de Barcelona i prior (1603) de Sant Onofre de València. En acabar els seus estudis va obtindre el doctorat i la càtedra de teologia. Va portar a terme diferents estudis de caràcter històric que donaren lloc a un nombre important d'obres, entre les quals cal destacar les següents:
- Historia de la vida y milagros, muerte y discípulos de San Vicente Ferrer (1600)
- Historias de los victoriosísimos, antiguos Condes de Barcelona (1603)
- Anales del Reyno de Valencia (1613)

Va morir a l'edat de 53 anys, després d'haver sigut nomenat per Felip III de Castella, un any abans, cronista major de la Corona d'Aragó.